# Christoph Lechner (Musiker)

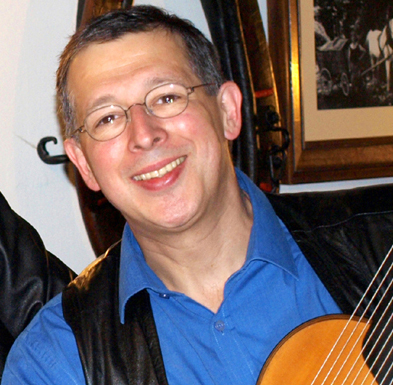
Christoph Lechner

Christoph Lechner (* 14. Mai 1966 in Wien) ist ein österreichischer Musiker, Komponist und Wienerlied-Interpret.

## Leben
Christoph Lechner begann in der Jugend, Kontragitarre zu spielen. Ab 1993 war er Teil des  Stadtbahnquartetts, das zeitgemäße Interpretationen Wienerlieder bis hin zur Verwienerung englischsprachigen Rock und Blues spielte.
Mit Akkordeon-Partnern wie Tomy Hojsa, Roland Sulzer, Herbert Bäuml, Walther Sojka oder Rainer Sokal tritt er bei Heurigen und bei den großen Wienerliedfestivals Schrammelklang, Wean hean und Rosenstolz auf.
2012 erschien seine erste CD, „I bin a Hernalser Bua“, auf der er Texte von Gerhard Blaboll vertonte.

## Diskografie
- 2002: Live am Karlsplatz – Stadtbahnquartett; nonfoodfactory
- 2012: I bin a Hernalser Bua – Duo Lechner/Hojsa; nonfoodfactory
- 2017: Jetzt wird’s gmiat’lich – Trio Karl Zacek; nonfoodfactory